# Himne homosexual
Un himne homosexual és una cançó popular que ha esdevingut molt popular entre la comunitat homosexual o que s'ha identificat amb aquest col·lectiu, encara que algunes d'aquestes cançons també poden convertir-se en himnes per a la resta de la comunitat LGBT. Moltes cançons conegudes, com ara "Raise Your Glass" de Pink, s'han convertit en un "refugi de suport inequívoc dels drets dels homosexuals". No totes les cançons etiquetades com a "himnes gai" van ser escrites amb aquest propòsit, sinó que s'inclouen en aquest subgènere de la música popular si han sigut molt populars entre la comunitat LGBT.
La lletra dels himnes homosexuals sovint es caracteritzen per tractar temes com la perseverança, la força interior, l'acceptació, l'orgull i la unitat. Els editors del llibre Queer (2002) van identificar deu elements que descriuen temes comuns de molts himnes gais: "grans dives vocals; temes sobre superar les dificultats en l'amor, 'no estàs sol'; temes sobre oblidar les preocupacions (sortir de festa); guanyar durament l'autoestima; viure la sexualitat sense vergonya; cercar l'acceptació; cançons romàntiques sobre el fet d'estar fastiguejat de la vida; el tema que l'amor ho conquista tot, i de no disculpar-se pel que un és."
Segons la revista musical Popular Music, la cançó més identificada comunament com un himne gai és "I Will Survive" de Gloria Gaynor. La cançó es descriu com "un emblema clàssic de la cultura gai en les èpoques post-Stonewall i de la SIDA, i sens dubte el major himne de discoteca". L'organització britànica pels drets LGBT Stonewall va nomenar la cançó "Beautiful" de Christina Aguilera com la cançó de la dècada de 2000 més empoderadora per a les persones LGBT, i Elton John va predir que reemplaçaria "I Will Survive" com a principal himne gai. "I'm Coming Out" de Diana Ross, "Dancing Queen" d'ABBA, "Born This Way" de Lady Gaga, i "Y.M.C.A." de Village People són cançons també considerades àmpliament com a himnes dels homosexuals, encara que no totes elles van ser escrites amb aquest objectiu. Entre la comunitat LGBT castellanoparlant, també s'ha identificat la cançó "¿A quién le importa?" d'Alaska y Dinarama com a himne gai.